# 1 Litre no Namida
1 Litre no Namida (jap. 1リットルの涙 Ichi rittoru no namida; dosł. 1 litr łez) – japoński serial (Fuji TV), składający się z 11 odcinków głównych i 1 odcinka specjalnego. Opowiada historię dziewczyny, u której w wieku 15 lat wykryto ataksję rdzeniowo-móżdżkową, zmarła w wieku 25 lat.
Fabuła oparta jest na prawdziwej historii Japonki - Ayi Kitō, która cierpiała na ww. chorobę. Spisywała ona dzienniki do czasu, kiedy mogła utrzymać w dłoni długopis. Aya chciała żyć jak najdłużej mogła, a głównym powodem pisania dzienników było ciągłe przypominanie sobie, aby się nie poddawać. Bardzo często płakała, miała jednak wsparcie w swojej rodzinie i przyjaciołach. Dzienniki - 1 Litre of Tears zostały opublikowane krótko po jej śmierci.

## Obsada
- Erika Sawajiri jako Aya Ikeuchi (nazwisko bohaterki zostało zmienione) - Główna bohaterka, cierpiąca na ataksję rdzeniowo-móżdżkową
- Hiroko Yakushimaru jako Shioka Ikeuchi - Matka Ayi
- Ryō Nishikido jako Haruto Asou - Ukochany Ayi
- Takanori Jinnai jako Mizuo Ikeuchi - Ojciec Ayi
- Riko Narumi jako Ako Ikeuchi - Młodsza siostra Ayi
- Naohito Fujiki jako Hiroshi Mizuno - Lekarz zajmujący się Ayą przez cały okres choroby
- Saori Koide jako Mari Sugiura - Jedna z najlepszych przyjaciółek Ayi
- Yuma Sanada jako Hiroki Ikeuchi - Młodszy brat Ayi
- Ani Miyoshi jako Rika Ikeuchi - Najmłodsza siostra Ayi
- Hiroshi Katsuno jako Yoshifumi Asou - Ojciec Haruto
- Asae Onishi jako Asumi Oikawa - Współlokatorka Ayi w ośrodku dla niepełnosprawnych, cierpi na tę samą chorobę
- Yūki Satou jako Keisuke Aou - Brat Haruto
- Toshihide Tonesaku jako Kiichi Takano - Jeden z wolontariuszy, pracujący w ośrodku dla niepełnosprawnych gdzie przebywa Aya
- Shigeyuki Satou jako Nishino - Wychowawca klasy do której uczęszczała Aya, gdy chodziła jeszcze do liceum

## Lista odcinków
| N/o | Tytuł                                                             | Premiera             |
| --- | ----------------------------------------------------------------- | -------------------- |
| 1   | Aru seishun no hajimari (ある青春の始まり)                        | 11 października 2005 |
| 2   | 15sai, shinobi yoru byōma (15才、忍びよる病魔)                    | 18 października 2005 |
| 3   | Byōki wa dōshite watashi o eranda no (病気はどうして私を選んだの) | 25 października 2005 |
| 4   | Futari no kodoku (二人の孤独)                                     | 1 listopada 2005     |
| 5   | Shōgaishatechō (障害者手帳)                                       | 8 listopada 2005     |
| 6   | Kokoro nai shisen (心ない視線)                                    | 15 listopada 2005    |
| 7   | Watashi no iru basho (私のいる場所)                               | 22 listopada 2005    |
| 8   | 1 litre no namida 1 rittoru no namida (1リットルの涙)             | 29 listopada 2005    |
| 9   | Ima wo ikiru (今を生きる)                                         | 6 grudnia 2005       |
| 10  | Love letter Raburetā (ラブレター)                                 | 13 grudnia 2005      |
| 11  | Tōku e, namida no tsukita basho ni (遠くへ、涙の尽きた場所に)     | 20 grudnia 2005      |

### Odcinek specjalny
| N/o | Tytuł | Premiera        |
| --- | --- | --------------- |
| SP | 「1 litre no namida」 tokubetsuhen tsuioku 「1 rittoru no namida」 tokubetsuhen tsuioku (「1リットルの涙」特別篇‧追憶) | 7 kwietnia 2007 |
| Akcja dzieje się pół roku po śmierci Ayi. Głównie skupia się na Haruto Asou, który został lekarzem i pracuje w szpitalu gdzie Aya była leczona. Pracuje tam również Ako Ikeuchi - siostra Ayi, jako praktykująca pielęgniarka. W szpitalu Haruto spotyka 14 letnią pacjentkę, która cierpi, tak samo jak Aya na ataksję rdzeniowo-móżdżkową, jednak w przeciwieństwie do głównej bohaterki serialu straciła ona wszelkie nadzieje. Haruto przypomina sobie heroiczną walkę Ayi z chorobą i postanawia pomóc bezradnej pacientce, przy czym sam się ponownie otwiera dla innych ludzi (tak jak miało to miejsce wcześniej pod wpływem Ayi). Aya pojawia się w scenach wspomnień z serialu. | |                 |